# Алексєєва-Юневич Марія Павлівна
Марія Павлівна Алексєєва-Юневич (до одруження — Юневич; по чоловіку — Алексєєва (1848–1922) — радянська (українська) оперна та камерна співачка (сопрано), педагог, солістка Київської опери, Великого театру (Москва);

## Життєпис
Вчилася в Петербурзькій консерваторії (клас К. Еверарді), потім в Парижі у П. Віардо, в 1875 — у Відні у М. Маркезі. На оперній сцені дебютувала в Варшаві. В 1877 виконала в партію Рогнеди («Рогнеда») в Казанській опері й відразу ж завоювала провідне місце в трупі; того ж року дебютувала з цією ж партією в московському Великому театрі, де співала до 1886; потім до 1887 виступала в Київській опері. В 1881 гастролювала в Одесі, в 1882 — в петербурзькому Маріїнському театрі. Володіла сильним, рівним, добре поставленим голосом широкого спектра з сильними верхнім і нижнім регістрами і слабкішим середнім.
Виступала на концертній естраді. Виконувала сольні партії в кантатах Й. С. Баха. 9-й симфонії Л. Бетховена (Київ, 1889), а також романси М. Балакірєва. А. Рубінштейна, Ф. Шуберта, П. Віардо. Викладала співи в Московському інституті благородних дівиць, з 1886 — в Київському музичному училищі, з 1913 до 1916 — в Київській консерваторії. Серед її учнів — Е. Арнолді, О. Д. Ваккер, А. Ведернікова, К. Іванов, Д. Калініна, Р. Карамзіна-Жуковська, М. Литвиненко-Вольгемут, A. Мостицька, О. Куза-Покасовська, Р. Романов-Добржанський, А. Щербаков, В. П. Юневич.

## Партії

### Найкращі партії
- Антоніда, Рогнеда («Рогнеда»)
- Марфа («Хованщина»)
- Юдіфь («Юдіфь» А. Серова)
- Аїда, Валентина, Джоконда (Джоконда Понкіеллі)

### Інші партії
- Марія («Мазепа» П. Чайковского)
- Агата («Вольный стрелок»)
- Аліса, Азучена, Маргарита («Фауст»).